# Hombori Tondo
Der Hombori Tondo ist mit 1153 Meter der höchste Berg Malis.
Der Tafelberg liegt in direkter Nachbarschaft des Ortes Hombori an der Straße von Gao nach Mopti und bildet das nördliche Ende des Bandiagara-Felsmassivs.